# Runkesten
Der Runkesten (RAÄ-Nr. Rumskulla 51:1) in Rumskulla, bei Vimmerby in Småland in Schweden gilt als einer der größten bewegbaren Objekte der Welt, wie eine Informationstafel vor Ort schreibt. Dies ist aber nicht belegt. Der Stein ist etwa 5,5 m breit, 6,5 m lang und 4 m hoch.
Von Rumskulla führt ein ausgeschilderter Wanderweg durch den Wald zum Runkesten.
Im Quartär war Nordeuropa mindestens viermal von Eis bedeckt. Das Inlandeis transportierte gewaltige Felsblöcke nach Süden. Die zwei bis drei Kilometer dicke Eisdecke wirkte wie ein riesiger Kratzer und trug die Blöcke fort. Beim Schmelzen des Eises vor etwa 10 000 bis 12 000 Jahren platzierten sie sich auf der Oberfläche.

## Legende
Der Legende nach wurde der Runkesten von einem Riesen hierher geworfen mit der Drohung, denjenigen zu vernichten, der den Stein umwälzen würde (entnommen der Informationstafel vor Ort).